# Système international de référence terrestre

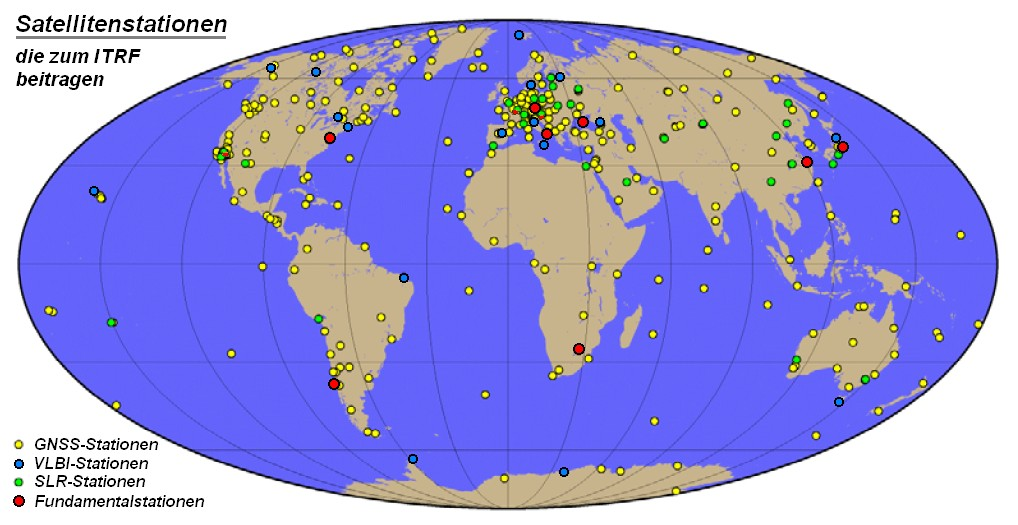
Stations de référence ITRF.

Le Système international de référence terrestre (en anglais : International Terrestrial Reference System ou ITRS) , est un ensemble de procédures définissant un système de référence adéquat afin de mesurer ou localiser précisément à la surface (ou près de la surface) de la Terre. L'ITRS définit un système de coordonnées géocentrique utilisant le système international d'unités (SI).

## Le repère international de référence terrestre
Le repère international de référence terrestre (en anglais : International Terrestrial Reference Frame ou ITRF)  est une réalisation de l'ITRS. De nouvelles solutions de l'ITRF sont produites année après année en utilisant les dernières techniques permettant une réalisation aussi précise que possible de l'ITRS. Les marges d'incertitude font que chaque ITRF particulier diffère légèrement des autres réalisations de l'ITRF.
Les systèmes de navigation sont généralement référencés dans une solution spécifique de l'ITRF, ou dans leur propre système qui est lui-même référencé à une solution de l'ITRF.
Les solutions de l'ITRS et de l'ITRF sont archivées par le Service international de la rotation terrestre et des systèmes de référence (International Earth Rotation and Reference Systems Service - IERS).
L'ITRF est mis à jour tous les cinq ans. La dernière mise à jour, qui a eu lieu en 2020, a été confiée à l'IGN.

## Applications
Le repère international de référence terrestre a de nombreuses applications dans de multiples domaines :
- l'environnement : référencement des satellites d'observation de la Terre ;
- la volcanologie : observation des déformations des édifices volcaniques ;
- la sismologie : observation des mouvements sismiques ;
- l'océanographie : variation du niveau des mers ;
- la glaciologie : fonte des glaces ;
- la tectonique : cinématique des plaques.